# Donyell Marshall
Donyell Lamar Marshall (Reading, 18 maggio 1973) è un ex cestista e allenatore di pallacanestro statunitense, professionista nella NBA.

## Carriera
Dopo aver giocato a livello liceale per la Reading High School di Reading, Pennsylvania è passato alla University of Connecticut, finita la carriera NCAA si è dichiarato eleggibile per la NBA ed è stato scelto nel draft NBA 1994 al primo giro, con il numero 4, dai Minnesota Timberwolves.
Entrato nella NBA dalla porta principale come un lungo rimbalzista, si è nel corso degli anni trasformato curiosamente in uno specialista del tiro da tre punti. Nel suo periodo ai Toronto Raptors, in particolare, ha realizzato i suoi massimi in carriera nel tiro dalla lunga distanza, segnando 151 triple in 65 incontri nel 2005 (2,3 per partita) ed eguagliando il 13 marzo di quell'anno il primato NBA di 12 tiri da tre segnati in una sola partita. Resta tuttavia efficace anche sotto canestro, come dimostra il fatto che è stato il primo cestista ad aver totalizzato in NBA 10 triple e 10 rimbalzi nella stessa partita (vittoria dei Toronto Raptors sui Philadelphia 76ers del 13 marzo 2005, eguagliato solo nel 2014 da Trevor Ariza, nel 2019 da James Harden e nel 2020 da Damian Lillard).
Ha militato per molti anni in squadre perdenti, solo l'approdo ai Cleveland Cavaliers di LeBron James gli ha dato modo di mettersi in mostra ai più alti livelli dei play-off, compresa la finale disputata (ma persa) nella stagione 2006-07. Nel 2008, dopo mezza stagione totalmente rovinata da un infortunio, viene incluso in un maxi-scambio a tre squadre che lo vede finire ai Seattle SuperSonics.
Nel 2008 firma per i Philadelphia 76ers.

## Statistiche

### College
| Anno      | Squadra       | PG | PT | MP   | TC%  | 3P%  | TL%  | RP  | AP  | PRP | SP  | PP   |
| --------- | ------------- | -- | -- | ---- | ---- | ---- | ---- | --- | --- | --- | --- | ---- |
| 1991-1992 | UConn Huskies | 30 | 28 | 26,9 | 42,4 | 24,2 | 74,2 | 6,1 | 1,5 | 1,0 | 2,6 | 11,1 |
| 1992-1993 | UConn Huskies | 27 | -  | 31,6 | 50,0 | 37,0 | 82,9 | 7,8 | 1,1 | 1,4 | 2,1 | 17,0 |
| 1993-1994 | UConn Huskies | 34 | 34 | 34,0 | 51,2 | 31,1 | 75,2 | 8,9 | 1,6 | 1,3 | 3,3 | 25,1 |
| Carriera  | Carriera      | 91 | 62 | 31,0 | 48,7 | 30,6 | 77,0 | 7,6 | 1,4 | 1,2 | 2,7 | 18,1 |

### NBA

#### Regular Season
| Anno      | Squadra             | PG  | PT  | MP   | TC%  | 3P%  | TL%  | RP   | AP  | PRP | SP  | PP   |
| --------- | ------------------- | --- | --- | ---- | ---- | ---- | ---- | ---- | --- | --- | --- | ---- |
| 1994-1995 | Minnesota T'wolves  | 40  | 8   | 25,9 | 37,4 | 30,2 | 68,0 | 4,9  | 1,4 | 0,6 | 1,3 | 10,8 |
| 1994-1995 | G.S. Warriors       | 32  | 23  | 32,8 | 41,3 | 27,0 | 64,0 | 6,5  | 1,5 | 0,6 | 1,2 | 14,8 |
| 1995-1996 | G.S. Warriors       | 62  | 6   | 15,1 | 39,8 | 29,8 | 77,1 | 3,4  | 0,8 | 0,4 | 0,5 | 5,5  |
| 1996-1997 | G.S. Warriors       | 61  | 20  | 16,8 | 41,3 | 31,5 | 62,2 | 4,5  | 0,9 | 0,4 | 0,8 | 7,3  |
| 1997-1998 | G.S. Warriors       | 73  | 73  | 35,8 | 41,4 | 31,3 | 73,1 | 8,6  | 2,2 | 1,3 | 1,0 | 15,4 |
| 1998-1999 | G.S. Warriors       | 48  | 20  | 26,0 | 42,1 | 36,1 | 72,7 | 7,1  | 1,4 | 1,0 | 0,8 | 11,0 |
| 1999-2000 | G.S. Warriors       | 64  | 51  | 32,4 | 39,4 | 35,5 | 78,0 | 10,0 | 2,6 | 1,1 | 1,1 | 14,2 |
| 2000-2001 | Utah Jazz           | 81  | 49  | 28,7 | 50,3 | 32,0 | 75,1 | 7,0  | 1,6 | 1,0 | 1,0 | 13,6 |
| 2001-2002 | Utah Jazz           | 58  | 42  | 30,2 | 51,9 | 31,0 | 70,8 | 7,6  | 1,7 | 0,9 | 1,2 | 14,8 |
| 2002-2003 | Chicago Bulls       | 78  | 53  | 30,5 | 45,9 | 37,9 | 75,6 | 9,0  | 1,8 | 1,2 | 1,1 | 13,4 |
| 2003-2004 | Chicago Bulls       | 16  | 8   | 25,5 | 41,9 | 40,7 | 70,0 | 6,2  | 1,8 | 0,8 | 1,3 | 8,7  |
| 2003-2004 | Toronto Raptors     | 66  | 66  | 39,1 | 46,7 | 40,3 | 74,1 | 10,7 | 1,4 | 1,2 | 1,6 | 16,2 |
| 2004-2005 | Toronto Raptors     | 65  | 2   | 25,3 | 44,3 | 41,6 | 79,1 | 6,6  | 1,2 | 0,9 | 0,7 | 11,5 |
| 2005-2006 | Cleveland Cavaliers | 81  | 0   | 25,6 | 39,5 | 32,4 | 74,8 | 6,1  | 0,7 | 0,7 | 0,5 | 9,3  |
| 2006-2007 | Cleveland Cavaliers | 81  | 0   | 16,8 | 42,4 | 35,1 | 66,3 | 4,0  | 0,6 | 0,5 | 0,5 | 7,0  |
| 2007-2008 | Cleveland Cavaliers | 11  | 1   | 14,2 | 29,5 | 34,8 | 77,8 | 2,7  | 0,5 | 0,2 | 0,8 | 3,7  |
| 2007-2008 | Seattle S.Sonics    | 15  | 0   | 12,3 | 35,2 | 23,3 | 92,3 | 3,1  | 0,3 | 0,3 | 0,5 | 3,8  |
| 2008-2009 | Philadelphia 76ers  | 25  | 0   | 7,6  | 45,2 | 45,5 | 50,0 | 1,6  | 0,6 | 0,2 | 0,2 | 3,8  |
| Carriera  | Carriera            | 957 | 422 | 26,2 | 43,5 | 35,0 | 73,1 | 6,7  | 1,4 | 0,8 | 0,9 | 11,2 |

#### Playoffs
| Anno     | Squadra             | PG | PT | MP   | TC%  | 3P%  | TL%  | RP  | AP  | PRP | SP  | PP   |
| -------- | ------------------- | -- | -- | ---- | ---- | ---- | ---- | --- | --- | --- | --- | ---- |
| 2001     | Utah Jazz           | 5  | 5  | 32,0 | 40,7 | 12,5 | 77,8 | 7,6 | 1,6 | 0,4 | 1,0 | 10,4 |
| 2002     | Utah Jazz           | 4  | 0  | 31,0 | 42,0 | 50,0 | 75,0 | 7,8 | 2,8 | 0,8 | 1,5 | 14,3 |
| 2006     | Cleveland Cavaliers | 13 | 0  | 26,5 | 43,3 | 39,1 | 88,2 | 5,6 | 0,6 | 0,5 | 0,7 | 9,5  |
| 2007     | Cleveland Cavaliers | 19 | 0  | 10,7 | 33,3 | 31,1 | 63,6 | 2,2 | 0,3 | 0,2 | 0,2 | 3,5  |
| 2009     | Philadelphia 76ers  | 6  | 0  | 8,3  | 37,5 | 36,4 | -    | 1,2 | 0,0 | 0,2 | 0,2 | 2,7  |
| Carriera | Carriera            | 47 | 5  | 18,8 | 39,9 | 34,5 | 77,4 | 4,0 | 0,7 | 0,3 | 0,5 | 6,7  |

## Palmarès
- McDonald's All-American Game (1991)
- NCAA AP All-America First Team (1994)
- NBA All-Rookie Second Team (1995)